# Augustus Pugin
Augustus Welby Northmore Pugin (1 de marzo de 1812-14 de septiembre de 1852) fue un arquitecto inglés, diseñador y teórico del diseño, recordado por su trabajo en iglesias y en el Palacio de Westminster.

## Biografía
Fue el hijo de un dibujante francés, Augustus Charles Pugin, quien lo entrenó para dibujar edificios góticos para usarlos como ilustraciones de sus libros. Este hecho fue clave para su futuro trabajo como líder del movimiento neogótico en la arquitectura. Entre 1821 y 1838 Pugin y su padre publicaron una serie de volúmenes de dibujos arquitectónicos, titulados los dos primeros Specimens of Gothic Architecture, y los tres siguientes Examples of Gothic Architecture, que iban a ser libros de referencia para la arquitectura gótica durante al menos el siglo siguiente. 
Pugin se convirtió en abogado de la arquitectura gótica, debido a que él creía que era la verdadera forma cristiana de la arquitectura. Condenó la influencia de la arquitectura clásica «pagana» en su libro Contrastes, en el cual se refería a la sociedad medieval como un ideal, en contraste a la cultura secular moderna. Un claro ejemplo de su trabajo es la iglesia de St Giles en Cheadle (Staffordshire). 

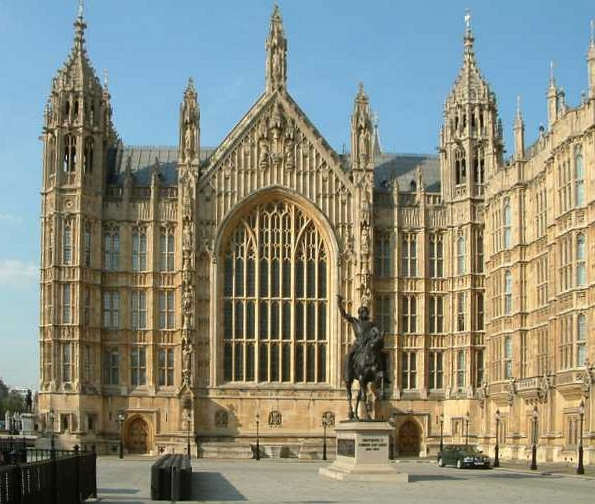
Palacio de Westminster - Westminster Hall desde el sur, Westminster, Londres, Inglaterra, ejemplo de la arquitectura neogótica de Charles Barry y Augustus Pugin.

Después del incendio del Palacio de Westminster en 1834, Pugin fue contratado por Sir Charles Barry para trabajar en la construcción del nuevo edificio del Parlamento en Londres.  
Aunque se había convertido al catolicismo, diseñó y decoró iglesias anglicanas, al igual que iglesias católicas, en todo el país y en el extranjero. Sus puntos de vista fueron expresados en obras como Los verdaderos principios de la arquitectura cristiana (The true principles of Christian Architecture, 1841) que fueron muy influyentes.
Otras obras suyas fueron el interior de la Catedral de St. Chad, la abadía de Erdington y Oscott College, todos en Birmingham. También diseñó los edificios del colegio de St. Patrick y St. Mary, en Maynooth; aunque no la capilla del colegio. Sus planos originales incluyeron tanto una capilla y un aula magna, ninguno de los cuales se edificaron debido a limitaciones financieras. La capilla del colegio se diseñó por un seguidor de Pugin, el arquitecto irlandés J. J. McCarthy. Pugin también diseñó la catedral de St. Mary en Killarney. Revisó los planes para la iglesia de St. Michael en Ballinasloe, Galway. 
Pugin produjo una «corte medieval» para la Gran Exposición de 1851, pero murió repentinamente debido a un colapso mental.
Un poco menos grandiosos que los anteriores son las casas de la estación de ferrocarril en Windermere (Cumberland). Se cree que datan de 1849, y probablemente sean algunas de las primeras casas que se construyeron en Windermere, la hilera de casas adosadas se construyó para los ejecutivos del ferrocarril. Una de las chimeneas es copia de una de las suyas en el Palacio de Westminster. 
Fue el padre de E. W. Pugin y Peter Paul Pugin, quienes continuaron con la firma de arquitectura de su padre, como Pugin y Pugin, incluyendo algunos edificios en Australasia.